# Ian McDougall (Musiker)
Ian McDougall (* 14. Juni 1938 in Calgary) ist ein kanadischer Jazzmusiker (Posaune, Komposition).

## Leben und Wirken
McDougall wuchs in Victoria auf und studierte in London. Erste Aufnahmen entstanden 1960 mit dem Johnny Dankworth Orchestra. Er gehörte nach seiner Rückkehr nach Nordamerika kurz dem Woody Herman Orchestra an (The Jazz Swinger, 1966) und spielte in den folgenden Jahren in der Jazzszene von Vancouver u. a. mit Bobby Hales, Rob McConnell, Moe Koffman, Dave McMurdo, in der Formation The Brass Connection und im Fraser MacPherson Quintet. 1970 legte er sein Debütalbum Music by Ian McDougall (CBC Radio Canada) vor. Im Bereich des Jazz war er zwischen 1960 und 2012 an 66 Aufnahmesessions beteiligt, zuletzt mit der Sängerin Melinda Whitaker.

## Auszeichnungen
Im April 2008 wurde McDougall mit dem Orden Member of the Order of Canada geehrt. Das Album Live Jazz Legends, an dem McDougall mitwirkte, wurde 2008 für den Juno Award nominiert. Ian McDougalls Alben erhielten drei Juno-Nominierungen; in der Kategorie Best Traditional Jazz Album (In a Sentimental Mood, 2006), Instrumental Album of the Year (The Very Thought of You, 2013), und Traditional Jazz Album (The Ian McDougall 12tet Live 2014).

## Diskographische Hinweise
- Hogtown Trumpets (CBC, 1976), u. a. mit Sam Noto, Guido Basso, Doug Riley
- The Warmth of the Horn (Concord Jazz, 1994), mit Ron Johnston, Oliver Gannon, Torben Oxbol
- Dry With a Twist (Babarian, 1998), mit Ross Taggart, Ron Johnston, Oliver Gannon, Andre Lachance, Jerry Fuller
- Burnin' the House Down (Barbarian, 2000) dto.
- Nights in Vancouver (Cellar Live, 2004)
- No Passport Required (Barbarian, 2006) Bigband
- Oliver Jones, P. J. Perry, Ian McDougall, Terry Clarke, Michel Donato: Live - Légendes du Jazz / Jazz legends: Montréal Vancouver (CBC Records, 2007)